# En sån strålande dag
En sån strålande dag är en svensk komedifilm från 1967 i regi av Kåge Gimtell. I rollerna ses bland andra Thore Skogman, Gunilla Ohlsson och Carl-Gustaf Lindstedt.

## Handling
Det är notarien Thore Anderssons födelsedag och allting går fel.

## Om filmen
Inspelningen ägde rum i Omegafilms studio i Stockholm samt på Sälens högfjällshotell. Fotograf var Åke Dahlqvist och klippare Ingemar Ejve. Musiken komponerades av Thore Skogman och Mats Olsson. Filmen premiärvisades den 28 augusti 1967 på ett flertal biografer i Stockholm. Den var 91 minuter lång och barntillåten.
En sån strålande dag visades i SVT1 i augusti 2021 och i januari 2024.

## Rollista
- Thore Skogman – Thore Andersson, notarie
- Gunilla Ohlsson – Eva Larsson
- Carl-Gustaf Lindstedt – Lasse von Schlobbendorff
- Siv Ericks – Miss Patricia, kallad Patsy, miljonärska
- Åke Söderqvist – köksmästaren på högfjällshotellet
- Tor Isedal – Bernardo, Lasses rival
- Nils Hallberg – munk
- Rune Lindström – munk
- Carl-Axel Elfving	– munk
- Hjördis Petterson	– fru Karlsson, Thores hyrestant
- Håkan Westergren – advokat Justus Larsson, Evas far
- "Tjadden" Hällström – vallaren
- Carl Billquist – Claes, skidlärare
- Willy Peters – direktören
- Hans-Eric Stenborg – hovmästaren
- Georg Skarstedt – Jönsson, inneboende hos fru Karlsson
- Julia Cæsar – portvaktstanten
- Frederik – portieren
- Mille Schmidt – konferencieren
- Manne Grünberger – kamrern
- Inger Åsell – femman i TV-uttagningen
- Berit Tancred – ettan i TV-uttagningen
- Anne-Lise Myhrvold – bastuflicka
- Göran Ejme – ung man på tåg